# 雅各布阿巴德县

雅各布阿巴德县

雅各布阿巴德县(乌尔都语: ضلع جیکب آباد) ，是巴基斯坦信德省的一个县，位于该省北部。该县总人口1,425,572（1998年），其中24.10%居住于市区。县治位于雅各布阿巴德市。

## 行政区划
雅各布阿巴德县分为4个乡。